# Paule Lejeune
Pour les articles homonymes, voir Lejeune.
Paule Lejeune, née le 22 février 1925 à Bonn et morte le 2 avril 2014 à Paris, est une femme de lettres, poétesse, photographe, universitaire et historienne féministe française.

## Biographie
En 1961, Paule Lejeune ouvre le premier planning familial à Aix-en-Provence. Elle enseigne à Casablanca, Aix-en-Provence, Alger, Rouen, Brazzaville. Agrégée de lettres classiques, elle est maître de conférences à l'université de Rouen. Elle possède également un doctorat d'audiovisuel.
Elle a dirigé les collections « Le peuple prend la parole » (éditions Gilles Tautin) et « Femmes dans l'Histoire » (éditions Des femmes), laquelle se donnait comme objectif de « remettre l'Histoire dans le droit fil de la vérité en rendant aux femmes la place à laquelle elles ont droit. »
Dans ses propres livres, Paule Lejeune, qui se déclare athée, met en lumière les vies et écrits de militants, d'autodidactes. Elle critique de façon matérialiste les représentations du travail et du monde ouvrier dans les fictions littéraires, notamment chez Zola. Elle explore également les lieux du pouvoir - comme le cinéma - où d'ordinaire les femmes n'ont que des rôles secondaires, objets de luxe ou de reproduction. Plusieurs romans sont restés inédits.
Elle meurt à l'âge de 89 ans le 2 avril 2014 à Paris, et ses cendres sont inhumées au cimetière du Père-Lachaise (division 36, chapelle cinéraire commune).

## Publications
- Alger l'algérienne, éd. du Scorpion, 1964.
- En 1990 à Ville-Overney : c'est possible, éd. Germinal, 1976.
- La Commune de Paris, éd. Le Peuple prend la parole, 1978.
- Germinal, un roman antipeuple, éd. Nizet, 1978[4].
- Louise Michel l'indomptable, éditions des femmes, 1978[5].
- Le Travail manuel. De la réalité historique à la fiction littéraire, éd. Le Peuple prend la parole, 1979.
- Femme dans la lutte, éd. Le Peuple prend la parole, 1980.
- Nous, les femmes, que voulons-nous ?, éd. Le Peuple prend la parole, 1980.
- Lettre ouverte d'une femme sur la culture, éd. Nous les femmes, 1981.
- Littérature et lutte des classes, éd. Le Peuple prend la parole, 1981.
- Le Cinéma des femmes, éditions Atlas, 1987.
- Les Reines de France, éd. Philippe Lebaud, 1989.
- Tout pailletés de soleil, éd. Pol'Ben, 1991.
- La Déglingue, éd. Chapitre 12, 1993.
- Graffitis, éd. Arts au pluriel, 1994.
- Le racisme ouvrier de Zola dans Germinal, éd. Arts au pluriel, 1994.
- Paris-passion, éd. Arts au pluriel, 1996.
- Un cri de colère et d'espoir, éd. Arts au pluriel, 1997.
- L'Amour maternel dans tous ses états, éd. Arts au pluriel, 1999.
- Moi, le sale petit arabe, éd. Arts au pluriel, 1999.
- La Commune de Paris au jour le jour. 18 mars-28 mai 1871, L'Harmattan, 2002.
- Germinal : un roman antipeuple, L'Harmattan, 2003
- Eugène Varlin, Pratique militante & écrits d'un ouvrier communard, L'Harmattan, 2003
- 2042, l'ère des clones, L'Harmattan, 2004.
- Alger l'algérienne, L'Harmattan, 2004.
- Les Favorites des rois de France : d'Agnès Sorel à la Castiglione, éd. du Félin, 2004.
- La Vie c'est pile ou face, éd. Arts au pluriel, 2006.
- Ephémère, insolemment, éd. Arts au pluriel, 2007.
- L'Algérie, c'est ton pays, avec Ben Belkahla, L'Harmattan, 2008.
- Vie des reines célèbres, éd. du Félin, 2008.
- Louise Michel. Matricule 2182, éd. du Dauphin, 2008.
- L'Art de vieillir jeune. Abc philosophique, avec Jacques Séguéla, éd. du Dauphin, 2010.